# 唐紙 (日本)
唐紙，是一種在平安時代自中國傳入日本的製紙技術，該技術之產品最初主要被用於建築裝修，以製成障子或襖 (建築)。
唐紙依其產地及製造方式可大略分類為京唐紙與江戶唐紙兩個體系。
唐紙之樣式圖案通常以天然顏料或將雲母研磨之細粉手工印製而成。

## 參看
- 和紙
- 襖（也被稱作「唐紙障子」）

## 連結
- 雅人叔的相册-紋唐紙 纹样及版木（页面存档备份，存于）
- 京唐紙 - Google Arts & Culture（页面存档备份，存于）
- JAANUS / toushi 唐紙（页面存档备份，存于）